# Speleoticus sicet
Espèce
Speleoticus sicet est une espèce d'araignées aranéomorphes de la famille des Nesticidae.

## Distribution
Cette espèce est endémique du Sichuan en Chine,. Elle se rencontre à Pengzhou dans la grotte Lianhua.

## Description
Le mâle holotype mesure 2,70 mm et la femelle paratype 2,33 mm.

## Systématique et taxinomie
Cette espèce a été décrite par Lin et Li en 2024.

## Étymologie
Cette espèce est nommée en l'honneur du SiCET (Sichuan Cave Exploration Team).

## Publication originale
- Lin, Li, Mo & Wang, 2024 : « Thirty-eight spider species (Arachnida: Araneae) from China, Indonesia, Japan and Vietnam. » Zoological Systematics, vol. 49, no 1, p. 4-98.